# Mitsubishi 360
Mitsubishi 360 – miejski samochód osobowy o charakterze użytkowym produkowany przez japońską firmę Mitsubishi w latach 1961-1969. Dostępny jako 3-drzwiowy van z przeszkloną lub metalową częścią ładunkową oraz 2-drzwiowy pick-up. Do napędu użyto dwusuwowego silnika R2 o pojemności 0,4 litra. Moc przenoszona była na oś tylną poprzez 4-biegową manualną skrzynię biegów.

## Dane techniczne

### Silnik
- R2 0,4 l (362 cm³), dwusuw
- Układ zasilania: gaźnik
- Średnica cylindra × skok tłoka: 62,00 mm × 60,00 mm
- Stopień sprężania: 7,8:1
- Moc maksymalna: 21 KM (16 kW) przy 5500 obr./min
- Maksymalny moment obrotowy: 31 Nm przy 3500 obr./min

### Osiągi
- Przyspieszenie 0-100 km/h: b/d
- Prędkość maksymalna: 90 km/h

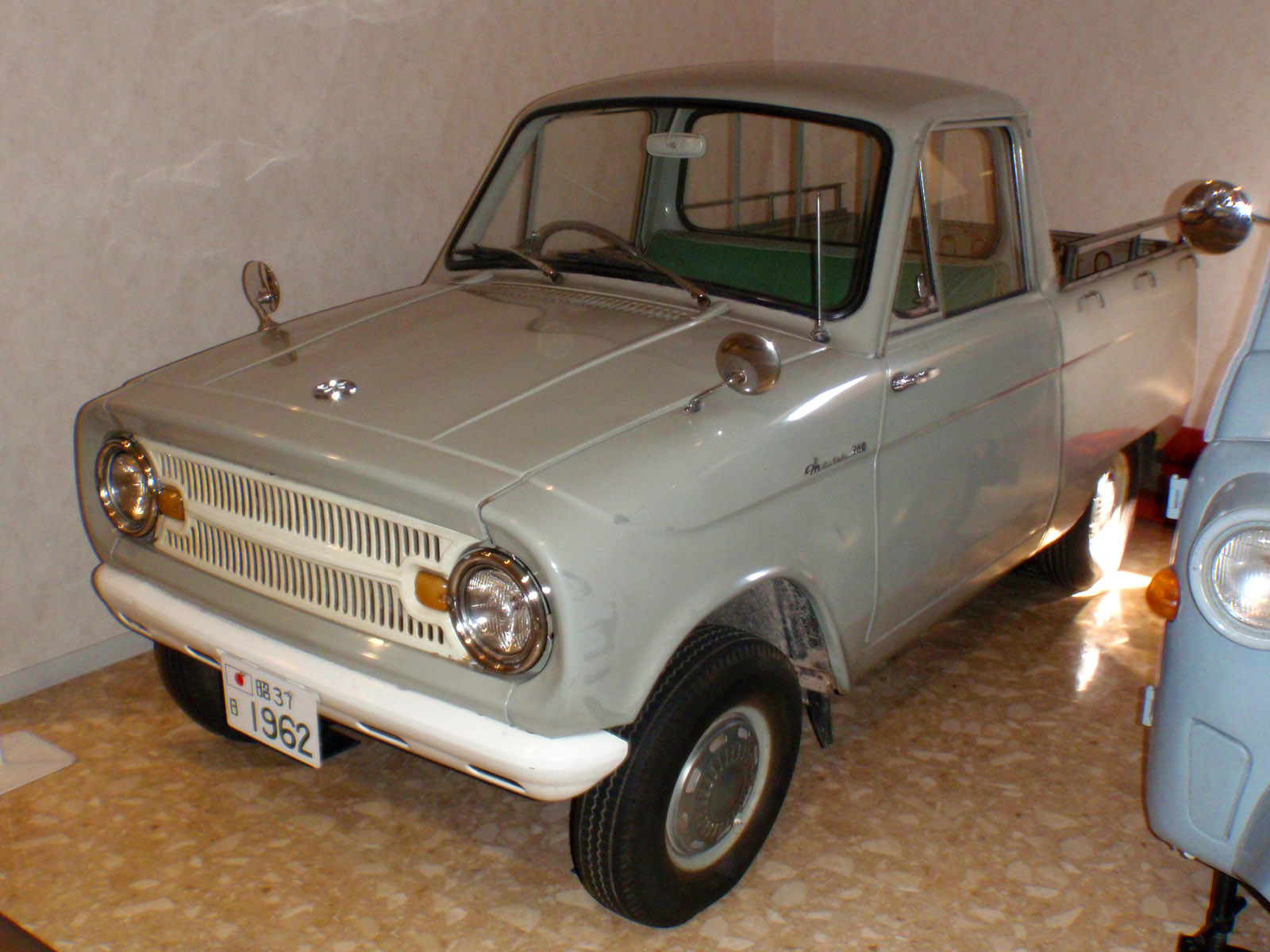
1961-64 LT22
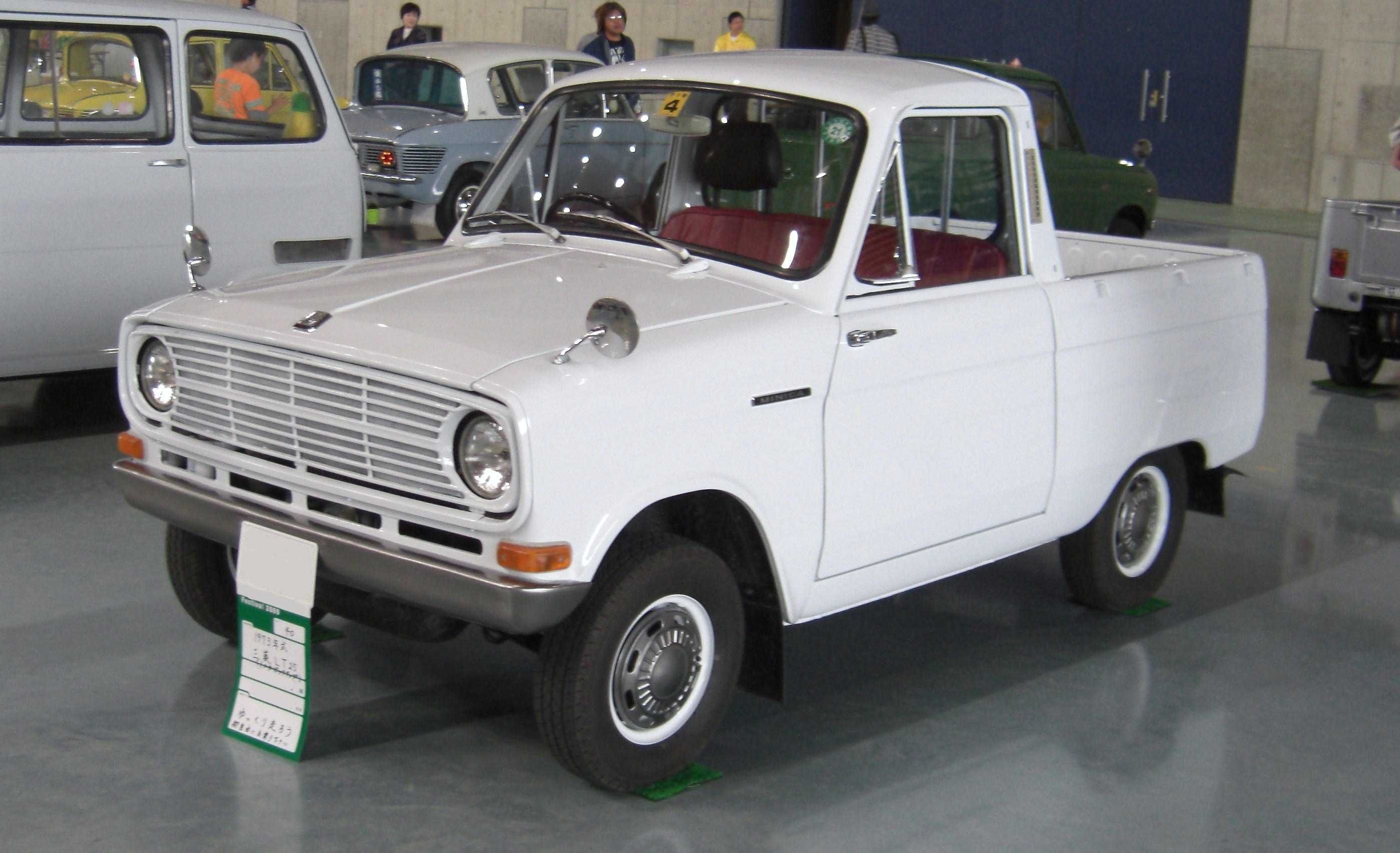
1967-69 LT25
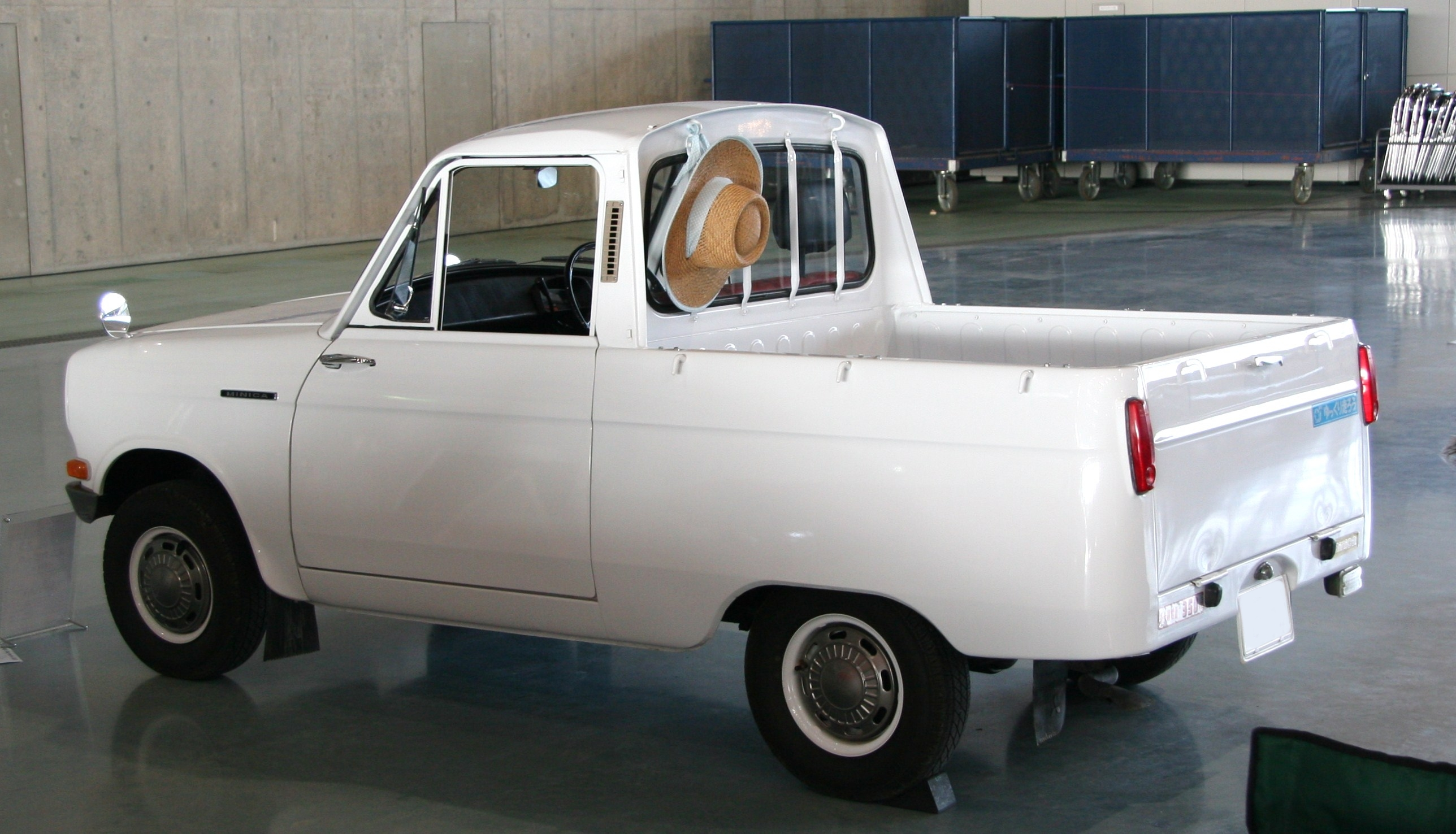
1967-69 LT25